# ضربی
در ردیف موسیقی ایرانی، اصطلاح ضربی برای توصیف آهنگ‌ها یا گوشه‌هایی به کار می‌رود که متر مشخصی دارند و الگوی ضرب‌آهنگ ثابتی دارند (مثلاً دو ضربی، سه ضربی یا چهار ضربی).

## تعریف
اصطلاح ضربی احتمالاً در دوران معاصر (از دورهٔ قاجاریه) در موسیقی ایرانی به کار رفته و مفهوم آن هم به‌طور مشخص معلوم نیست اما عموماً به سه معنا به کار می‌رود: موسیقی‌هایی که متر مشخصی دارند (در مقابل آواز که معمولاً متر مشخصی ندارد)، قطعه‌هایی که الگوی متر ثابتی دارند، و آهنگ‌های متریک که در قالب پیش‌درآمد، چهارمضراب، تصنیف و رنگ نیستند.
برونو نتل در تحلیل ردیف ایرانی برای دستگاه شور اشاره می‌کند که در برخی ردیف‌ها گوشه‌هایی با نام «ضربی»، «چهارمضراب» و «دومضراب» تعریف شده اما او این گوشه‌ها را از تحلیل ردیف خارج می‌کند چرا که صرفاً به یک الگوی متریک اشاره می‌کنند و مختص دستگاه خاصی نیستند.
بابک خضرایی اصطلاح ضربی جایگزینی برای اصطلاح «موزون» که در متون قدیمی‌تر موسیقی ایرانی مرسوم بوده، و معادل اصلاح انگلیسی «متریک» می‌داند.